# Deh-e Ḩowẕ
Deh-e Ḩowẕ (persiska: ده حوض) är en ort i Iran.   Den ligger i provinsen Khuzestan, i den centrala delen av landet, 400 km söder om huvudstaden Teheran. Deh-e Ḩowẕ ligger 573 meter över havet och antalet invånare är 235.
Terrängen runt Deh-e Ḩowẕ är kuperad åt sydväst, men åt nordost är den bergig. Deh-e Ḩowẕ ligger nere i en dal.Runt Deh-e Ḩowẕ är det ganska tätbefolkat, med 56 invånare per kvadratkilometer. Närmaste större samhälle är Jangeh, 12,1 km öster om Deh-e Ḩowẕ. Trakten runt Deh-e Ḩowẕ består i huvudsak av gräsmarker.